# János Rihetzky
János Rihetzky (* 23. August 1903 in Pestzentersebet; † 19. Dezember 1976 in Budapest) war ein ungarischer Ringer.

## Werdegang
János Rihetzky startete in beiden Stilarten, griechisch-römischer und freier Stil. Er erreichte erst im Alter von 30 Jahren die ungarische Spitzenklasse und wurde 1933 erstmals ungarischer Meister im freien Stil im Mittelgewicht. Bis zum Jahre 1948 gewann er dann in beiden Stilarten in den Gewichtsklassen Mittel-, Halbschwer- und Schwergewicht insgesamt fünfzehnmal die ungarische Meisterschaft.
Bei internationalen Ringermeisterschaften startete er erstmals bei der Europameisterschaft 1935 im griech.-röm. Stil in Kopenhagen. Er gewann dort über Karl Eriksen aus Norwegen und Voldemar Mägi aus Estland nach Punkten. In seinem dritten Kampf unterlag er dem Franzosen Bechir Bouazzat und musste ausscheiden, weil er fünf Fehlpunkte erreicht hatte.
Bei den Olympischen Spielen 1936 in Berlin startete János Rihetzky im freien Stil im Mittelgewicht. Dabei erging es ihm wie in Kopenhagen. Er gewann nämlich über Karam Rasul aus Indien und Ludvig Lindblom aus Schweden nach Punkten und unterlag gegen Ernst Krebs aus der Schweiz und musste wieder mit fünf Fehlpunkten nach der dritten Runde ausscheiden. Im Endergebnis belegte er den 7. Platz.
Bei der Europameisterschaft 1937 im freien Stil in München wäre ihm dann beinahe der ganz große Coup geglückt. Er gewann über Jan Pelikan aus der Tschechoslowakei nach Punkten, schulterte dann Antonio Furlan aus Italien und gewann auch gegen den dreifachen Olympiasieger Ivar Johansson aus Schweden nach Punkten. Überraschenderweise verlor er aber seinen letzten Kampf gegen Paul Dätwyler aus der Schweiz und hatte damit 4 Fehlpunkte. Ivar Johansson, der Dätwyler und auch alle anderen Gegner schulterte, hatte nur 3 Fehlpunkte und gewann damit vor János Rihetzky.
Nach dem Zweiten Weltkrieg war János Rihetzky noch einmal bei der Europameisterschaft 1947 im griech.-röm. Stil in Prag im Schwergewicht am Start. Ihm gelangen dort Siege über den Holländer Johannes Arts und Adolf Porizek aus Österreich. Gegen Johannes Kotkas aus der Sowjetunion, den Europameister von 1938 und 1939, und gegen Pauli Riihimäki aus Finnland unterlag er und kam damit auf den 4. Platz.
Danach wurde János Rihetzky Berufsringer und war vorzugsweise in Europa am Start. Nach Beendigung seiner Profilaufbahn kehrte er nach Ungarn zurück.

## Internationale Erfolge
(OS = Olympische Spiele, EM = Europameisterschaft, Mi = Mittelgewicht, Hs = Halbschwergewicht, S = Schwergewicht, bis 79 kg, 87 kg u. über 87 kg Körpergewicht)
- 1935, 4. Platz, EM in Kopenhagen, GR, Mi, mit Siegen über Karl Eriksen, Norwegen u. Voldemar Mägi, Estland u. einer Niederlage gegen Bechir Bouazzat, Frankreich;

- 1936, 7. Platz, OS in Berlin, F, Mi, mit Siegen über Karam Rasul, Indien u. Ludvig Lindblom, Schweden u. einer Niederlage gegen Ernst Krebs, Schweiz;

- 1937, 2. Platz, EM in München, F, Mi, mit Siegen über Jan Pelikan, Tschechoslowakei, Antonio Furlan, Italien u. Ivar Johansson, Schweden u. einer Niederlage gegen Paul Dätwyler, Schweiz;

- 1947, 5. Platz, EM in Prag, GR, S, mit Siegen über Johannes Arts, Niederlande u. Adolf Porizek, Österreich u. Niederlagen gegen Johannes Kotkas, UdSSR u. Pauli Riihimäki, Finnland

## Ungarische Meisterschaften
- Griech.-röm. Stil: 1936, 1937, 1941, 1943 u. 1945,
- Freistil: 1933, 1935, 1936, 1937, 1939, 1940, 1941, 1943, 1945 u. 1948